# جون كيرنكروس
كان جون كيرنكروس (بالإنجليزية: John Cairncross)‏ (25 يوليو 1913 - 8 أكتوبر 1995) موظفًا مدنيًا بريطانيًا من أصل اسكتلندي، وأصبح ضابط استخبارات وجاسوسًا خلال الحرب العالمية الثانية. وكعميل مزدوج، سرّب إلى الاتحاد السوفيتي تشفير توني الأولي الذي أثر على معركة كورسك، وزُعم أنه كان العضو الخامس في كامبردج فايف. وعرف أيضًا كمترجم وكاتب غير روائي.

## الطفولة والتعليم
كان والد كيرنكروس مديرًا لمتجر حديد وأمه معلمة بالمدرسة الابتدائية. وهو واحد من عائلة مكونة من ثمانية أفراد، شغل العديد منهم وظائف متميزة. أصبح كل من إخوته الثلاثة أساتذًا، وكان أحدهم الخبير الاقتصادي السير ألكساندر كيركلاند كيرنكروس (أ. أ. أليك كيرنكروس). أما الصحفي فرانسيس كيرنكروس فهو ابن أخته. نشأ كيرنكروس في مدينة ليسماهاغو، وهي بلدة صغيرة على حافة مستنقع، بالقرب من لانارك في الحزام المركزي في اسكتلندا، وتلقى تعليمه في أكاديمية هاملتون (رغم أن اسمه يظهر كفائز بجائزة دوكس لعام 1928 في مدرسة ليماهاغو الثانوية)؛ جامعة غلاسغو؛ كلية السوربون وكلية الثالوث، كامبريدج، حيث درس الفرنسية والألمانية.

## العمل المهني المبكر
أجرى بعد تخرجه امتحان الخدمة المدنية البريطانية وفاز بالمركز الأول. أشار مقال في غلاسكو هيرالد في 29 سبتمبر 1936 إلى أن كيرنكروس حقق «نجاحًا مزدوجًا رائعًا باحتلاله المركز الأول في القائمة الرئيسية والأول في مسابقة وزارة الخارجية والخدمة الدبلوماسية»، وباحتلاله المرتبة الخامسة في مسابقة منحة جامعة غلاسكو لعام 1930، وكان أيضًا باحثًا وعالمًا في كلية الثالوث في كامبريدج.
عمل كيرنكروس في البداية في مكتب مجلس الوزراء كسكرتير خاص للورد هانكي، مستشار دوقية لانكستر. ونُقل بعد ذلك إلى وزارة الخارجية. وقيل إنه انضم إلى الحزب الشيوعي في بريطانيا العظمى عام 1937، لكنه لم يُلاحظ أثناء وجوده في كامبريدج في أي نشاط سياسي. وكان يُعتبر طالبًا جامعيًا صارمًا ومتحفظًا.

## الحرب العالمية الثانية
في عامي 1942 و1943 عمل كيرنكروس في كلية الترميز والتشفير الحكومية، حديقة بلتشلي على شفرات ألترا. وانضم عام 1944 إلى جهاز الاستخبارات البريطاني.

### كلية الترميز والتشفير الحكومية، حديقة بلتشلي
سرّب كيرنكروس خلال فترة وجوده في حديقة بلتشلي المستندات عبر قنوات سرية إلى الاتحاد السوفيتي.
وُجِّه كيرنكروس، الذي أطلق عليه الروس الاسم الرمزي «ليسزت» بسبب حبه للموسيقى، للدخول إلى لجنة أمن الدولة في حديقة بيلتشلي، وعُرف هناك باسم كورورت.
ومنذ عام 1942 فصاعدًا، اتصلت القيادة العليا الألمانية بقادة مجموعة الجيش في الميدان باستخدام آلة أطلق عليها البريطانيون اسم «توني». فك «كولوسس»، أول كمبيوتر رقمي إلكتروني في العالم، شيفرة رسائل توني كميًا منذ عام 1943. هرّب كيرنكروس فك تشفيرات توني لتدميرها خارج الكوخ 3 في بنطاله، ونقلها إلى حقيبته في محطة القطار قبل الذهاب لمقابلة وسيطه في لجنة أمن الدولة في لندن.
سُربت النصوص الأولية التي فك كولوسس تشفيرها إلى ضابط الاستخبارات في حديقة بيتشلي، الذي أنشأ تقارير تستند إلى هذه المواد وموّه أصلها بازدحام الإشارات. وبتوفير نصوص حرفية، بيّن كيرنكروس للسوفيتيين أن البريطانيين تمكنوا من فك الشفرات الألمانية.
في ذلك الوقت، كان من مصلحة بريطانيا أن يطلع الاتحاد السوفيتي على الخطط العسكرية الألمانية، بغض النظر عن كيفية حصوله عليها. ولم تنقل إلى الروس سوى معلومات تستند إلى هذه التقارير خلال القنوات الرسمية. لكن ستالين لم يثق بالمعلومات الاستخبارية عديمة المصدر المقدمة إليه من بريطانيا والولايات المتحدة.

### عملية القلعة
عملية القلعة هي الاسم الرمزي الذي منحته ألمانيا النازية لهجومها الذي أدى إلى معركة كورسك. بعد هزيمتهم في كورسك، تراجع الفيرماخت باستمرار حتى تم الاستيلاء على برلين.
أعطى فك تشفير (نصوص) توني البريطانيين استخبارات متقدمة حول عملية القلعة أثناء التخطيط لها. دُمرت جميع النصوص الأولية تقريبًا في نهاية الحرب، لكن أظهرت نسخة ناجية بتاريخ 25 أبريل 1943 من مجموعة الجيش الألماني الجنوبية التي وقّعها ماكسيميليان فون ويتشس المستوى العالي من التفاصيل المتاحة لضباط الاستخبارات البريطانية. استنتج المحللون طرق الهجوم الشمالية والجنوبية، وسُرب تقرير يستند إلى هذا النص عبر القنوات الرسمية إلى ستالين.
خلال هذه الفترة، جهز كيرنكروس قناة سرية ثانية، تزود بنصوص توني الأولية مباشرة.

### تيتو والأنصار اليوغوسلافيين
استخدمت قوات احتلال المحور في يوغوسلافيا الاتصالات اللاسلكية على نطاق واسع. بالإضافة إلى وكالة الاستخبارات والأمن والقوة الجوية والبحرية والسكك الحديدية ومجموعة الجيش والقيادة العليا الألمانية، اعترضت كلية الترميز والتشفير الحكومية وفكت تشفير الاتصالات الحزبية اليوغوسلافية مع الشيوعيين ومع الاتحاد السوفيتي. تمكن كيرنكروس أولًا في الكوخ 3، ثم في جهاز الاستخبارات البريطاني HQ، من الوصول إلى فك تشفير أولي. تشير الاتصالات من الكومنترن إلى تيتو، التي زودت بعض هذه المعلومات الاستخباراتية، بقوة إلى أنه نقل فك تشفير الشفرات المتعلقة بيوغوسلافيا إلى لجنة أمن الدولة.

## عمله كجاسوس
بين عامي 1941 و1945، زوّد كيرنكروس السوفيتيين بـ 5832 وثيقة، وفقًا للمحفوظات الروسية. انضم كيرنكروس عام 1944 إلى جهاز الاستخبارات البريطاني، جهاز الاستخبارات الأجنبية. أصدر كيرنكروس في القسم الخامس، قسم مكافحة التجسس، تحت إشراف كيم فيلبي، أمر معركة إس إس. قال كيرنكروس لاحقًا إنه لم يكن يعلم بعلاقات فيلبي مع الروس.
يدعي يوري مودين، المراقب الروسي لوزارة أمن الدولة (لجنة أمن الدولة لاحقًا) في لندن، أن كيرنكوس أعطاه تفاصيل الأسلحة النووية التي ستتمركز مع الناتو في ألمانيا الغربية. ولم يعطي تاريخًا لهذه الرسالة. لكن كيرنكروس كان في وزارة التموين عام 1951، وحلف شمال الأطلسي أُنشئ في أبريل 1949. ولكن، لم تكن هناك خطة مثل هذه في ذلك الوقت، ولم يحصل الناتو على أسلحة نووية تكتيكية تحت سيطرة الولايات المتحدة في ألمانيا إلا في وقت لاحق. يبدو أن هذا كان ممارسة مضللة.
اعترف كيرنكروس بالتجسس عام 1951 بعد أن عثر المكتب الخامس على أوراق في شقة غي بورغيس مع ملاحظة مكتوبة بخط يده، بعد رحلة بورغيس إلى موسكو. ويعتقد البعض أنه ربما قدم معلومات عن برنامج الأسلحة النووية الغربي، وهو مشروع مانهاتن، لمساعدة البرنامج النووي السوفيتي. ولو كان من المستغرب حصوله على موافقة على أي معلومات هندسية مفيدة، أو أنه كان سيفهمها. ولم يُحاكم على الإطلاق، ما أدى في ما بعد إلى توجيه اتهامات إلى الحكومة بالتورط في مؤامرة للتغطية على دوره. ظلت هوية «الرجل الخامس» سيّئ السمعة في كامبريدج فايف لغزًا خارج دوائر الاستخبارات حتى عام 1990، عندما أكد أوليغ جورديفسكي، المنشق عن لجنة أمن الدولة عن كيرنكروس علانية. عمل كيرنكروس بشكل مستقل عن الأربعة الآخرين ولم يشاركهم خلفياتهم أو أذواقهم من الطبقة المتوسطة العليا. ورغم أنه عرف أنطوني بلانت في كامبريدج وغاي بورغيس في وزارة الخارجية، لكنه كان يكرههما، وادعى أنه لم يكن على علم بأنهما أو بأن أي أحد من الآخرين كانوا أيضًا ينقلون أسرارًا للروس.

## الحياة اللاحقة
في نهاية الحرب، انضم كيرنكروس إلى خزانة الدولة؛ ادعى أنه توقف عن العمل لدى وزارة أمن الدولة (أصبحت في ما بعد لجنة أمن الدولة)  ولكن تعارضت تقارير لجنة أمن الدولة التي نُشرت لاحقًا مع ذلك.
بعد اعترافه الأول (1952)، فقد كيرنكروس وظيفته في الخدمة المدنية وكان مفلسًا وعاطلًا عن العمل. انتقل إلى الولايات المتحدة كمحاضر في جامعة نورثوسترن وفي جامعة كيس وسترن ريزيرف. أصبح خبيرًا في المؤلفين الفرنسيين وترجم أعمال العديد من الشعراء والمسرحيين الفرنسيين في القرن السابع عشر، مثل جان راسين، وجان دو لا فونتين، وبيير كورنييل، بالإضافة إلى كتابته ثلاثة من كتبه: ضوء جديد على موليير. وبعد تعدد الزوجات ارتكبت خطيئة.
انتهت هذه المهنة بعد إجراء مزيد من التحقيقات عن كيرنكروس من قبل ضابط تحقيق المكتب الخامس آرثر مارتن. وبعد فرار فيلبي إلى موسكو عام 1963، أعاد مارتن فتح الملفات للبحث عن الرجلين الرابع والخامس. ولدهشة مارتن، أدلى كيرنكروس اعترافًا كاملًا. تلقى مارتن أيضًا إبلاغًا أدى إلى اعتراف بلانت. ورغم اعترافه لمارتن، لم يحاكم كيرنكروس على أنشطته في التجسس مطلقًا. لم يتم الاعتراف، الذي أجري في كليفلاند، أوهايو، في نطاق الولاية البريطانية أو بشكل رسمي وكان غير مؤهل في المحكمة.
انتقل كيرنكروس إلى روما حيث عمل في منظمة الأمم المتحدة للأغذية والزراعة كمترجم، وعمل أيضًا في مكتب بحوث بانكا ناسيونالي ديل لافورو وبانكا دي إيتاليا ومعهد الإدارة الدولي. في بانكا ناسيونال ديل لافورو، أبلغ خبير اقتصادي شاب شارك في تحليل السيناريوهات الدولية (الحرب بين إيران والعراق من 1980-1988، طرق البترول الاستراتيجية في الشرق الأوسط والشرق الأقصى) عن اهتمام قوي وغير عادي من جانب كيرنكروس بدور البنك في هذا المجال. خلال فترة وجوده في روما، وصل سره أخيرًا إلى الجمهور. وفي ديسمبر 1979، خلص الصحفي باري بنروز، إلى أن «كيرنكروس» هو «الرجل الخامس» وواجهه بذلك. وأصبح الاعتراف الثالث لكيرنكروس من أهم الأخبار في الصفحة الأولى. دُعم وضعه كونه «الرجل الخامس» بعد سنوات من قبل أوليغ جورديفسكي، المنشق عن لجنة أمن الدولة. تقاعد كيرنكروس إلى جنوب فرنسا حتى عام 1995، حين عاد إلى بريطانيا وتزوج من مغنية الأوبرا الأمريكية غايل برينكيرهوف. توفي في وقت لاحق من ذلك العام بعد إصابته بجلطة دماغية، عن عمر ناهز 82 عامًا.
نُشرت السيرة الذاتية لكيرنكروس، وهي جاسوس الإينيغما، عام 1997. وفي عام 2001، خسر الكاتب روبرت ألسون دعوى قضائية ادعى فيها أنه كان قد كتب جاسوس الإينيغما مقابل حقوق الطباعة والنشر و50% من عائدات الكتاب.

## في الخيال
ظهر كيرنكروس كشخصية في الفيلم الكوميدي الفرنسي البلجيكي أحلام الهند لماريز تشارلز وجان فرانسوا تشارلز. صوّر أيضًا في الجزء الثالث من مسلسل قناة بي بي سي التلفزيوني جواسيس كامبريدج لعام 2003، إذ بدا مترددًا حول الاستمرار بتسريب بيانات حديقة بيتشلي إلى الروس خشية أن يكون الجيش الأحمر قد اختُرق بشدة من قبل الاستخبارات الألمانية ومن قبل الاستخبارات العسكرية للجبهة الشرقية تحت قيادة الجنرال جيهلن؛ يصوّر أنطوني بلانت في الدراما أنه يضغط عليه بالتهديدات باستمرار. وصُوّر كالعضو الخامس لكامبردج فايف في رواية فريدريك فورسيث المخادع.
يظهر كيرنكروس كمشفّر في حديقة بلتشلي في فيلم لعبة التزييف، قام بدوره الممثل ألين ليتش. صُوّر كعميل مزدوج غير مقصود يستخدمه جهاز الاستخبارات البريطاني كقناة خلفية لنقل المعلومات إلى السوفيتيين التي يحرص تشرشل على توفيرها؛ ولكن لا يوجد أساس تاريخي لهذا.